# Temperatura umbral de desarrollo
Temperatura umbral de desarrollo o cero biológico es la temperatura mínima en la cual un insecto (u otro organismo) puede desarrollarse. En biología, este término se suele utilizar para calcular la integral térmica del ciclo de vida de un ser vivo.

## Entomología
Conocer el umbral de desarrollo se suele utilizar para dar un seguimiento, anticipar las etapas de la vida del insecto, el número de generaciones que puede tener en un año, así como para determinar la mejor época para realizar actividades de muestreo y tratamiento.